# Juillet 1185
- ? juillet : Paix de Boves entre Philippe Auguste et Philippe d’Alsace. Paix dont le traité fut probablement ratifié au cours du mois d'août, durant le séjour de Philippe Auguste à Amiens[1].